# Jyväskylä
Jyväskylä (AFI: ˈjyvæsˌkylæ) es una ciudad en Finlandia del centro-sur, ubicada en la orilla norte del lago Päijänne. Su situación geográfica la convierte en un importante nudo logístico y de comunicaciones; se encuentra a unos 140 km de Tampere y 270 km de Helsinki. Con unos 133.000 habitantes (2013) es la séptima ciudad más grande del país, y capital y mayor ciudad de la región de Finlandia Central. Jyväskylä y los municipios cercanos tienen unos 147.000 habitantes en total.
A veces llamada la Atenas de Finlandia, Jyväskylä es promocionada como "ciudad de las ciencias y las artes".  De los varios centros de formación en la ciudad, la Universidad de Jyväskylä es hoy el más importante, albergando en su Campus el Jardín Botánico de la Universidad de Jyväskylä.
En Jyväskylä hay varios edificios diseñados por el arquitecto Alvar Aalto.
El asteroide (1500) Jyväskylä recibió su nombre de parte de su descubridor, el astrónomo Yrjö Väisälä.
En 2019, el diputado finlandés Toimi Kankaanniemi pidió recaudar fondos del presupuesto, € 10 000 aproximadamente, para estudiar la posibilidad de trasladar la capital de Finlandia, que actualmente reside en Helsinki en la costa sur, a Jyväskylä, cuya localización ese sitúa bastante más al centro del país. Según Kankaanniemi, la razón se debe al deterioro de la seguridad en las costas del mar Báltico, principalmente por los intereses de Rusia de extender su influencia en la región, territorio que está alineado a la OTAN. Además, no sería la primera ocasión en que Finlandia traslada su capital, ya que hasta 1812, con el traspaso de Finlandia en manos del Imperio sueco al Imperio ruso, la capital nacional fue Turku.

## Deportes
Jyväskylä es sede del Rally de Finlandia.
Tratando el parkour o el ADD como deporte, este año[cita requerida], Jyväskylä ha sido el punto de reunión para practicantes de parkour o ADD de todo el mundo, con el nombre de Parkour World Conference, por Parkour Generations y varios grupos más.

## Personas destacadas
- Lost Society, Banda de Thrash Metal.
- Harri Rovanperä, piloto de rallys.
- Henri Toivonen, piloto de rallys, ganador del RAC en 1980 y 1985, y del Rally de Montecarlo en 1986.
- Mikko Hirvonen, piloto de rallys, subcampeón del WRC en 2008 y 2009, con 13 victorias en el Mundial.
- Matti Vanhanen, primer ministro de Finlandia.
- Matti Nykänen, saltador de esquí.
- Sofi Oksanen, escritora.

## Distancias

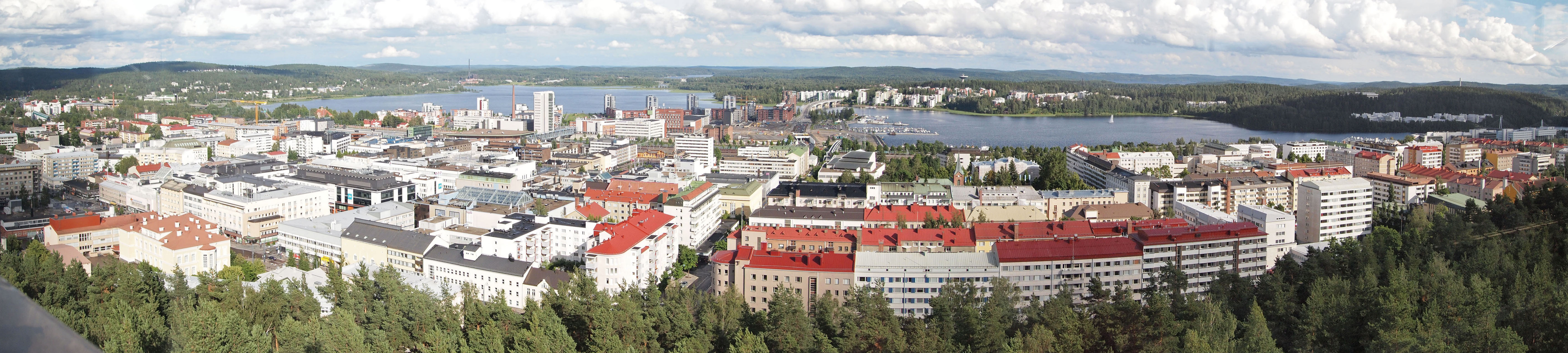
El centro de Jyväskylä.

- Helsinki; 271 km
- Kuopio: 141 km
- Seinäjoki: 190 km
- Lahti: 170 km
- Lappeenranta: 220 km
- Mikkeli: 114 km
- Oulu: 340 km
- Pieksämäki: 124 km
- Rovaniemi: 562 km
- Tampere 151 km
- Turku: 305 km
- Utsjoki: 1015 km
- Vaasa: 283 km

## Ciudades hermanadas
- Tunja, Colombia (2003)
- Esbjerg, Dinamarca (1947)
- Eskilstuna, Suecia (1947)
- Debrecen, Hungría (1970)
- Fjarðabyggð, Islandia (1958)
- Niiza, Japón (1997)
- Potsdam, Alemania (1985)
- Poznań, Polonia (1974)
- Stavanger, Noruega (1947)
- Yaroslavl, Rusia (1966)

### Lazos de amistad
- Jalapa, Nicaragua (1988)
- Mudanjiang, China (1988)

## Imágenes

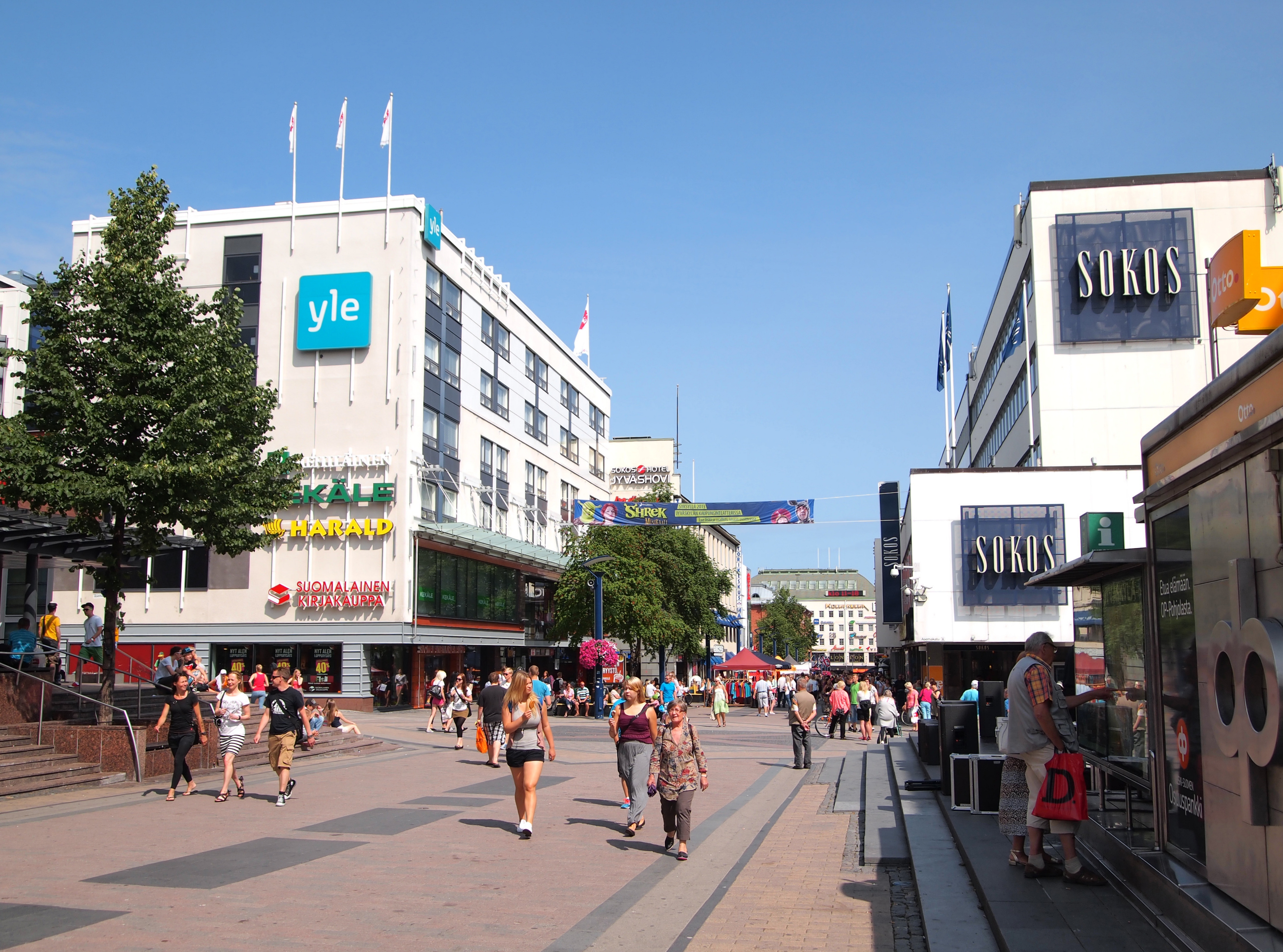
Centro de la ciudad
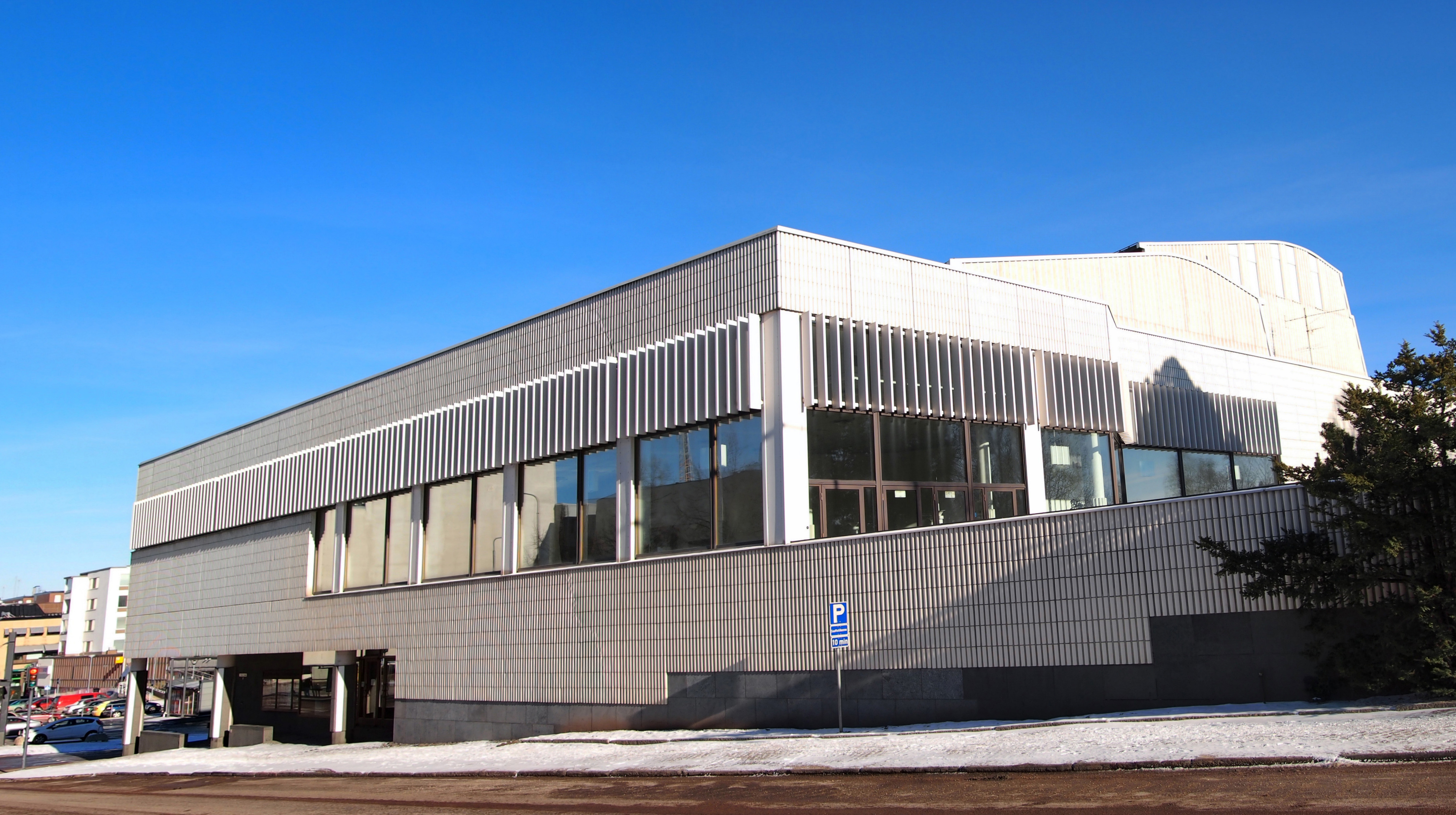
Teatro de la ciudad
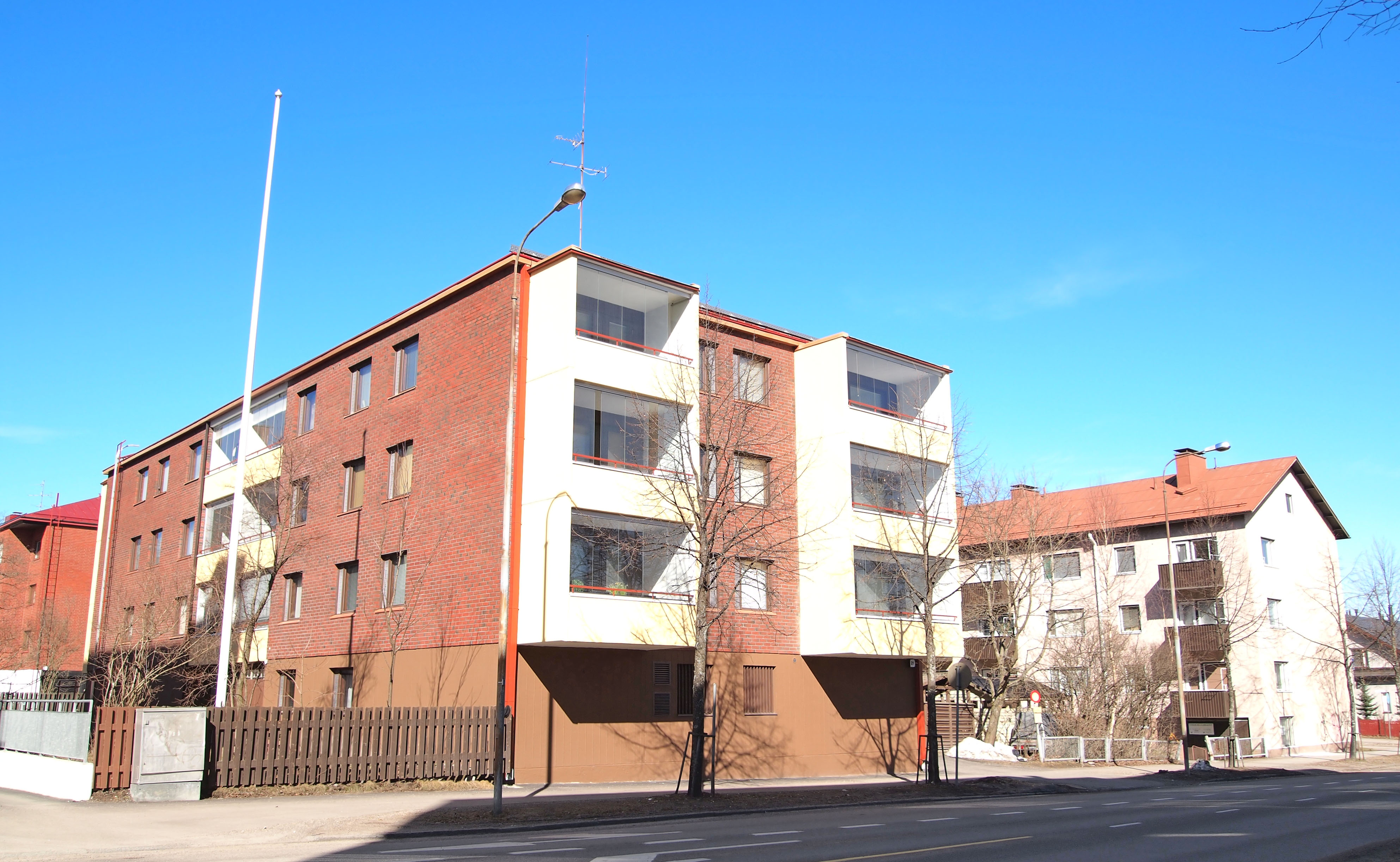
Mäki-Matti
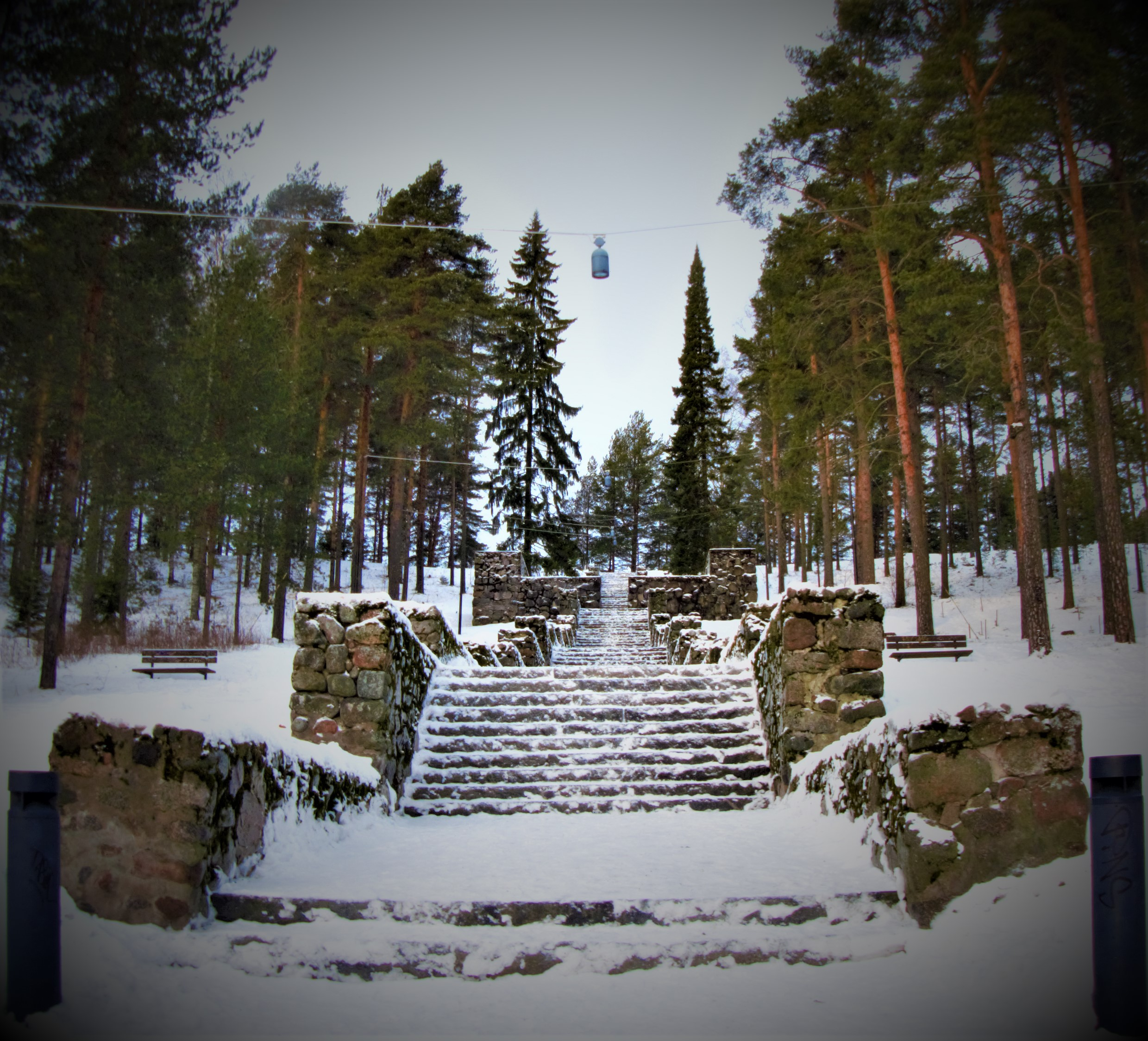
Harju Jyväskylä